# Creswick
Creswick – miasto w Australii, w stanie Wiktoria.